# Matriphage
Als Matriphage (von lateinisch mater für „Mutter“ und griechisch φαγεῖν phagein für „verzehren“, „aufessen“) bezeichnet man in der Zoologie bestimmte Tierarten, deren Jungtiere das eigene Muttertier fressen.

## Beschreibung
Das Phänomen, dass Jungtiere ihr eigenes Muttertier unmittelbar nach dem Schlupf auffressen, ist vor allem von diversen Tausendfüßer- und Spinnenarten bekannt, in seltenen Fällen auch von Käfern. Das Verhalten wird als Matriphagie bezeichnet. Hintergrund dieser Veranlagung dürfte sein, dass den frisch geschlüpften Jungtieren genügend Nahrung zur Verfügung stehen soll, sobald sie ihr Ei oder ihre schützende „Kinderstube“ (zum Beispiel den Spinnenkokon) verlassen haben. Während die Jungtiere schlüpfen, schwindet im Muttertier der angeborene Instinkt der Selbsterhaltung und es hört auf zu fressen oder Beute zu fangen. Da das Muttertier hierdurch ohnehin bald an Erschöpfung zugrunde gehen würde, opfert es sich quasi dem eigenen Nachwuchs, um dessen Überleben zu sichern: Erst mästet es sich noch während der Eiablage und der „Kinderbetreuung“, dann produziert es so viel Verdauungssaft, dass sein Körper buchstäblich aufweicht. Die Jungtiere saugen das Muttertier dann einfach bis auf das Exoskelett oder den Chitinpanzer aus. Die Mütter sind in der Regel semelpar, das bedeutet, sie vermehren sich nur einmal im Leben.

## Beispiele

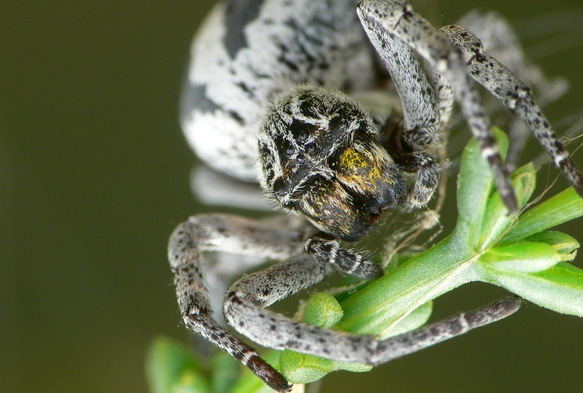
Nahaufnahme der Röhrenspinne Stegodyphus lineatus

### Spinnen
- Fensterspinne Amaurobius fenestralis[1]

- Die Röhrenspinne Stegodyphus lineatus[2][3]. Bei der Unterart Stegodyphus dumicola, wo jungfräuliche Schwestern die Spinnenmutter bei der Brutpflege unterstützen, werden auch diese vom Nachwuchs gefressen.[4]

- Bei Pseudoskorpionen der Unterart Paratemnoides nidificator wurde beobachtet, dass diese sich in Zeiten von extremer Nahrungsknappheit nicht gegen Angriffe durch ihren eigenen Nachwuchs wehren, sondern sich fressen lassen.[5]

### Käfer
- Glanzkäfer Micromalthus debilis, sind nur zum Teil Matriphagen – lediglich die Larven, aus denen sich männliche  Käfer entwickeln, fressen ihre eigene Mutter.[6]

- Der Ohrwurm der Art Anechura harmandi pflanzt sich in der kalten Jahreszeit fort, um sich vor Fressfeinden zu schützen. Da es allerdings auch keine Nahrung für die Larven gibt, lebt diese Spezies matriphag.[7]